# کرافت شپکه
کرافت شپکه (انگلیسی: Kraft Schepke؛ زادهٔ ۳ مارس ۱۹۳۴) قایقران روئینگ اهل آلمان بود.